# 中非內戰 (2012年至今)
中非共和國衝突是指開始於2012年12月10日在中非共和国发生的政府军和反政府武装联盟“塞雷卡”之间的冲突，多数反政府武装联盟“塞雷卡”都曾参加中非共和国内战。这次事件的缘由是反对派指责中非共和国总统弗朗索瓦·博齐泽没有履行和遵守2007年签署的和平协议。
反政府武装被称为“塞雷卡”（的在当地桑戈语中的意思是“联盟”），他们分布在中非共和国的中部和东部。该联盟分为三大分支，一个叫“争取团结民主力量联盟”（法語：Union des Forces Démocratiques pour le Rassemblement，简称“UFDR”），一个叫“争取正义与和平爱国者同盟”（法語：Convention des Patriotes pour la Justice et la Paix，简称“CPJP”），还有一个叫“人民民主阵线”（法語：L’Armée Populaire pour la Restauration de la république et la Démocratie，简称“APRD”）。该国其他一些组织也支持反政府武装，并且所有派系都签署了和平协议和裁军进程。
乍得、加蓬、喀麦隆、安哥拉、南非和刚果共和国都派军队去帮助博齐泽政府阻止反政府武装挺进首都班基。
2013年1月11日，该国政府和反政府武装在加蓬首都利伯维尔签署停火协议。反政府武装放弃对总统弗朗索瓦·博齐泽辞职的要求，但要求他必须在2013年的1月18日从从反对党中任命一位新总理。1月13日，博齐泽签署法令，遵从与反政府武装签订的协议，解除总理福斯坦-阿尔尚热·图瓦德拉的职位。1月17日，尼古拉·蒂昂蓋伊出任新总理。
2013年3月24日，反政府军占领首都班吉，总统博齐泽出逃。
塞雷卡領導人喬托迪亞領導的新政府未能制止塞雷卡成員對基督教徒平民的暴行，導致基督教徒組織民兵反抗及襲擊穆斯林報復。2013年12月，基督教徒民兵「反巴拉卡」攻擊首都班吉。至2014年1月，已有超過1000人在族群衝突中被殺，接近100萬人逃離家園避難。2014年1月10日，喬托迪亞與總理蒂昂蓋伊宣佈辭職。

## 事件

### 背景

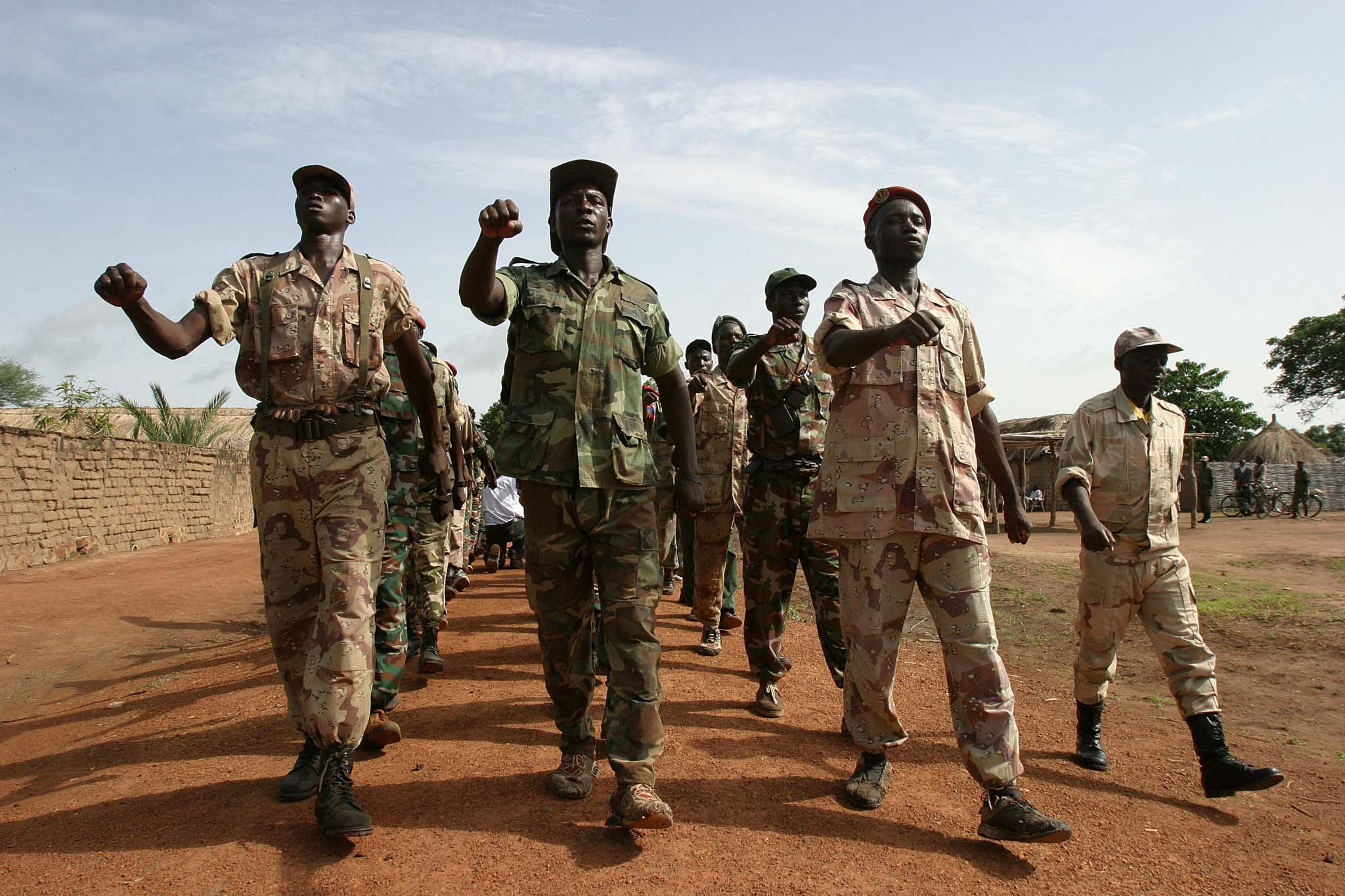
2007年6月，中非共和国北部的反政府武装。

2003年，弗朗索瓦·博齐泽担任中非共和国总统之后，2004年到2007年，中非共和国一直在内战中，反政府武装领袖是米歇尔·乔托迪亚。2004年，反政府武装和政府之间的冲突升级为内战。内战中，该国其他组织如“争取正义与和平爱国者同盟”、“人民民主阵线”、中非共和国正义解放者运动（法語：Le Mouvement des Libérateurs Centrafricains pour la Justice，简称“MLCJ”）等均参与支持反政府武装的战斗。2007年，成千上万的人流离失所，反政府武装则盘踞了该国几个主要大城市。
2007年4月13日，中非共和国政府和“争取团结民主力量联盟”在比劳签署和平协议。该协议规定政府对“争取团结民主力量联盟”实施大赦，作为一个政党而不是叛乱组织来对待，并且要求该组织的武装人员加入政府军队。2008年，双方进一步的谈判实现了国内和解和协议的生效，并且将在2009年举行地方选举和2010年举行议会和总统选举。2009年1月，中非共和国组建了新的联合政府。
根据人权观察组织的报告，中非共和国内战致使数百名平民死亡，超过10,000所房屋被烧毁，大约212,000人逃离家园，中非共和国北部地区的人则生活在战乱之中。反政府武装控诉政府并未遵循2007年协议的条款，继续滥用政治权力，同时在该国北部实施“酷刑和非法处决”。

### 冲突

#### 早期冲突
2012年8月25日，“争取正义与和平爱国者同盟”和政府签署和平协议，双方同意结束内战。但是，政治暴力仍然在该国中部和东部蔓延。9月15日，持不同政见的“争取正义与和平爱国者同盟”开始攻城略地，陆续占领錫布、大马拉和德科拉。2名中非武装部队（英語：Central African Armed Forces，简称“FACA”）成员在德科拉被杀害。“争取正义与和平爱国者同盟”随后在当地电台宣布反对和平协议，宣称要在3月占领班基。11月13日，2名平民和1名警察在翁貝拉－姆波科省前往班基的路上被杀害。同一天，在奧博，中非武装部队的数名士兵受伤，1名平民在车子里被杀害。该次袭击者是乍得人民战线反政府武装。

#### 2012年12月叛军进攻
12月10日，在恩代萊、奥达达和山姆奥迪加，政府军和反政府武装展开了攻守之战，双方持续交火一个多小时。这次冲突导致5名政府军士兵被杀害。在山姆奥迪加，反政府武装宣称抓获了22名士兵和缴获一些重型武器。
12月15日，反政府武装进攻钻石重镇布里亚。12月18日清晨，反政府武装袭击并且杀害超过15名政府军士兵。“塞雷卡”宣称他们仍将继续战斗，因为2004年到2007年中非共和国内战之后的和平协议的没有落实。总统弗朗索瓦·博齐泽紧急求助于乍得总统伊德里斯·代比，伊德里斯·代比承诺派遣2000名维和士兵帮助平息叛乱。12月18日，第一批乍得援兵抵达和中非武装部队会盟，发起对恩代萊的反攻。
12月15日，卡加班多羅被“塞雷卡”占领；同日，博齐泽总统在首都班吉会见了军事顾问。12月19日，“塞雷卡”占领重要的交通枢纽卡波。4天之后，“塞雷卡”接管中非共和国第三大镇班巴里。
12月26日，数以百计的抗议者、叛乱分子推进包围了位于班基的法国大使馆，他们投掷石块、燃烧轮胎和拆除法国国旗。示威者指责前殖民大国法国未能帮助政府军击退反政府武装。至少50人，其中包括妇女和儿童被迫躲进一栋建筑物内部，约250法国士兵包围了这栋建筑物。一个独立的小群抗议者高呼反美口号，并且在美国大使馆外向载有白种人的汽车扔石头。据新闻报道，法航一月底之前不再重新开放每周一班的巴黎与班吉之间的航班。
当天晚些时候，反政府武装继续向首都推进。中非武装部队队长约书亚·斌欧塔呼吁法国政府出面干预，防止反政府武装攻克首都。“塞雷卡”发言人狄罗马·尼科罗上校呼吁政府军放下武器，并补充说：“博齐泽已经失去了他所有的合法性，不能再控制这个国家。”

#### 政府军回击
12月27日，总统博齐泽在首都班基演讲，呼吁国际社会提供援助，特别是法国和美国。法国总统弗朗索瓦·奥朗德拒绝他的请求，称法国军队只会被用来保护在中非共和国的法国公民，而不是捍卫博齐泽政府。报告显示，美国军事当局准备计划撤离数百名美国公民以及其他公民。中部非洲国家经济共同体指挥官菲利克斯将军代表多国部队表示，多国部队在进行维和任务，首都是完全安全的，并补充说，增援部队应该很快就会到达。然而，军方人士在加蓬、喀麦隆否认了这一报道，称尚未作出关于危机的决定。
12月28日，政府军发起了反攻，目击者看到了爆炸后的浓烟和小型武器交火的声音，几个小时之后，反政府武装确认了这个消息，并称政府军已经被击退，他们仍然掌控着城市，而反政府武装至少1名士兵死亡，3人受伤，政府军伤亡情况不明。
加蓬首都利伯维尔，乍得外交部长穆萨·法基发布公告称中部非洲国家经济共同体已经派遣560名士兵参加维和。中部非洲国家经济共同体副秘书长皮埃尔·加西亚证实，反政府武装同意无条件谈判。在中非共和国首都班基，美国空军疏散了大约40个国家的公民和大使。红十字国际委员会也疏散了8名外国工人，志愿者和14名其他外国人仍然则停留在当地帮助越来越多的难民。
12月29日，反政府武装占领了錫布，中非武装部队和乍得援军撤退到大马拉。在首都班基，政府下令下午7点至凌晨5点宵禁，禁止使用摩托出租车，因为担心摩托出租车可能被反政府武装渗透到首都。居民称，许多店主已聘请武装组织人员看守，因为居民担心他们的财产可能会被反政府武装抢劫，数千人搭乘大客车和船只离开首都。法国军方派遣150名伞兵从加蓬到班基机场。法国总理让-马克·埃罗再次强调，军队只“保护法国公民和欧洲公民”，而不是对付反政府武装。

#### 停战谈判
12月30日，总统博齐泽与非洲联盟主席托马斯·博尼亚会谈时说，同意与“塞雷卡”组建联合政府，他补充说，政府准备开始和平谈判“没有条件和不会延迟”。1月1日，中部非洲国家经济共同体增援400名士兵加入乍得援军，反政府武装逼近首都班基，共有360名士兵被派去提高首都防御力量，其中120名士兵来自加蓬、刚果共和国和喀麦隆。与此同时，警察杀掉了一名年轻的穆斯林男子，因为他涉嫌帮助“塞雷卡”获取情报。据新闻报道，那名男子被逮捕和被枪杀发生在一夜之间，因为他试图逃跑。该事件发生后，首都班基紧接着发生杀死一名警察的事件。美国国务院发言人盧嵐表示担忧“数百个屬於与‘塞雷卡’有联系的族群的人遭到逮捕和失踪”。
1月2日，国家电台宣布总统博齐泽是新任国防部长，接替他的儿子博齐泽·弗朗西斯。此外，陆军参谋长纪尧姆拉由于与反政府武装战斗失败而被解雇。与此同时，“塞雷卡”发言人狄罗马·尼科罗上校宣布反政府武装已经停止进攻的军事行动，他们正准备2013年1月8日的和平谈判。
1月6日，南非总统雅各布·祖玛宣布部署400人的部队以协助中非武装部队。

#### 攻击广播电台
2013年1月7日，比奥图广播电台记者伊丽莎白·布兰奇·奥罗弗在班巴里被“塞雷卡”攻击。比奥图广播电台记者是中非共和国一个不持政治立场的的广播电台。国际新闻自由组织记者无国界在法国宣布反政府武装试图冲击广播电台的运作。1月11日，伊丽莎白·布兰奇·奥罗弗被谋杀，与此同时，中非武装部队和“塞雷卡”签署了停火和平协议。

#### 停火协议
2013年1月11日，停火协议的签订在加蓬首都利伯维尔举行。反政府武装放弃了总统弗朗索瓦·博齐泽辞职的要求，但要求他必须在2013年的1月18日从从反对党中任命一位新总理。中非共和国国民大会将组建临时联合政府。临时联合政府将会实施司法改革，反政府武装统合入政府军以建立一支新的国家军队，同时将建立新的立法选举以及其他社会和经济改革组织；此外，博齐泽政府必须释放所有在冲突期间被囚禁的政治犯。根据协议，“塞雷卡”不需要放弃他们已占领或正在占领的城市，这样才能确保博齐泽政府不会违背和平协议。总统博齐泽将任期到2016年的新总统选举为止，他说：“......这是一次和平的胜利，因为从现在起中非共和国公民在冲突地区将最终摆脱他们的痛苦。”
1月13日，博齐泽签署法令，遵从与反政府武装签订的协议，解除总理福斯坦-阿尔尚热·图瓦德拉的职位。1月17日，尼古拉·蒂昂蓋伊出任新总理。

## 国际态度

### 国家
- 法國——法国总统弗朗索瓦·奥朗德拒绝了12月27日弗朗索瓦·博齐泽向法国请求援兵的要求，称一支拥有250名人员的法国军队驻扎在班基国际机场，但“不干涉内政”。另外，法国外交部声明中谴责“反政府武装”继续对中非共和国政府采取敌对的态度，并补充说，唯一的解决方案是对危机采取对话。[95]
- 美国——12月24日，美国国务院发言人帕特里克·文特雷尔对所有美国公民发出警告，推荐美国公民除中非共和国首都班基之外不要去其他地方旅游。所有非必要人员撤离，美国驻中非共和国使馆转向有限紧急领事服务。[96]12月28日，由于持续的反政府武装攻击行动，美国大使馆在班基暂停运营，[97][98][99]大使和他的外交人员撤离该国。[100]
- 中國——由于冲突及人道主义灾难，239名中国公民撤离中非共和国。[101]外交部发言人洪磊说：“中方反对中非反政府武装的武力进攻，支持非盟、中非国家经济共同体及有关地区国家为解决中非危机所做的积极努力，对中非各方同意举行和平谈判表示欢迎，希望各方以国家和平发展大局为重，维护中非主权和领土完整。中方愿与国际社会一道，为帮助中非恢复和平稳定作出努力”[102]

### 国际组织
- 非洲联盟——非盟主席亚伊·博尼在新闻发布会上说：“我要求他们停止敌对行动，与总统博齐泽及所有中非人用平和解决冲突……如果你停止战斗，你正在帮助巩固非洲和平。非洲人不值得为这一切痛苦。非洲大陆需要和平而不是战争。”[103]博尼亚呼吁中非共和国政府和反政府武装继续展开对话。[103]
- 欧洲联盟——12月21日，欧盟外交和安全政策高级代表凯瑟琳·阿什顿呼吁反政府武装“停止一切敌对行动，尊重利伯维尔全面和平协议”。欧盟委员会人道主义援助委员克里斯塔莉娜·乔治艾娃补充说，她深深地担心这个国家的状况，她强烈敦促“所有武装组织尊重国际人道主义法律和人道主义者的活动”。[104]1月1日，阿什顿再次表达对暴力行动的担忧，敦促各方“没有延迟地采取一切必要措施来结束所有对对班基的强硬行动，开战和平对话”。[105]
- 联合国——12月26日，由于不断恶化的安全局势，联合国宣布撤出所有非必要人员。在一份声明中，联合国秘书长潘基文谴责了反政府武装的推进，同时警告说，它有可能“严重破坏该地区的和平协议”，他还呼吁中非共和国政府“确保联合国人员的安全”。[72][106]